# Sociologia

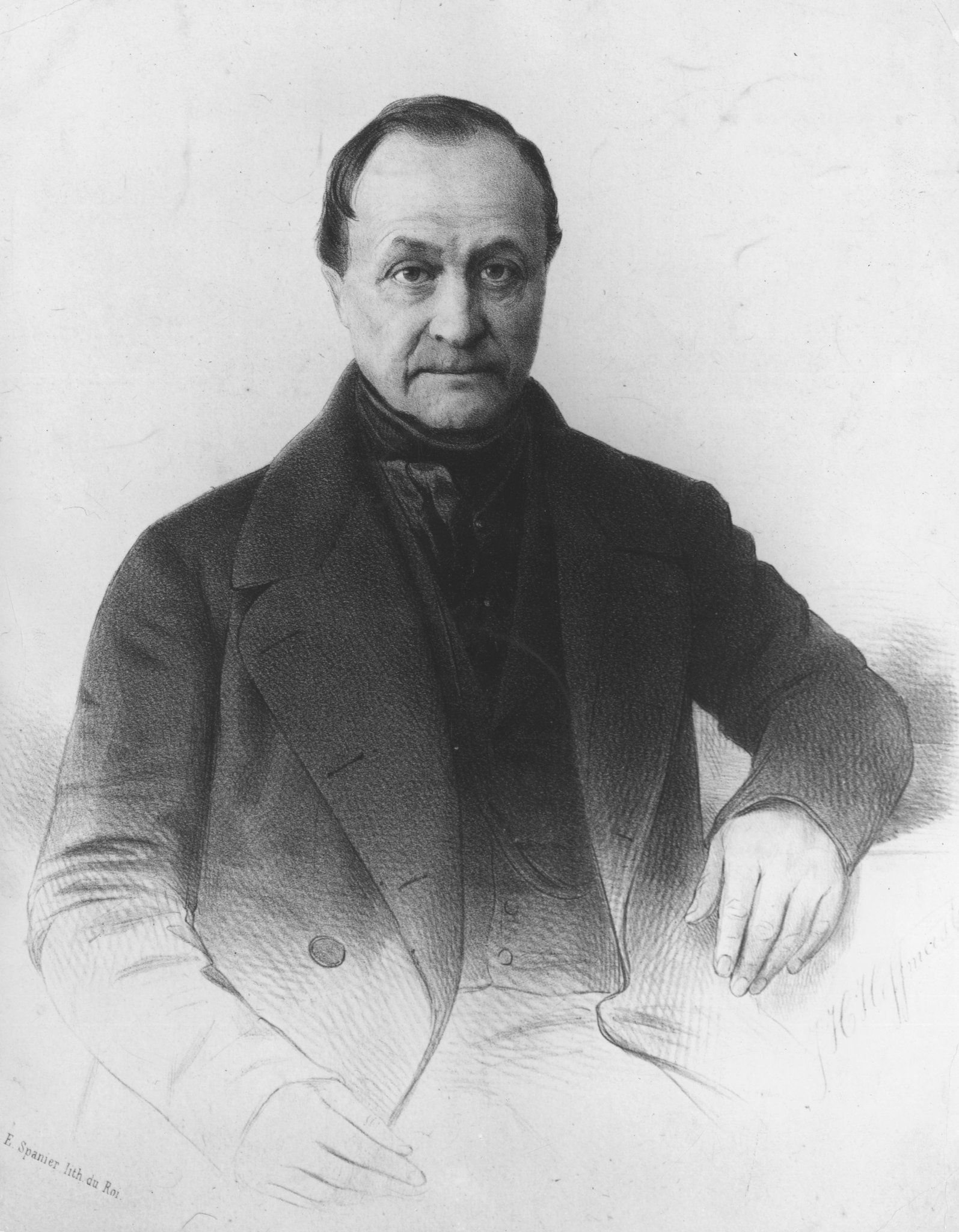
Auguste Comte

La sociologia è lo studio sistematico delle società, modelli di relazioni sociali, interazione sociale e cultura. I sociologi utilizzano una varietà di metodi di ricerca per studiare il comportamento e le esperienze delle persone nei gruppi sociali. Le informazioni raccolte da questi studi sono definite "dati di ricerca". Per aiutare a interpretare e spiegare i loro risultati di ricerca, i sociologi hanno sviluppato una serie di concetti e teorie. 
Scienza sociale che studia i fenomeni della società umana, indagando i loro effetti e le loro cause, in rapporto con l'individuo e il gruppo sociale; un'altra definizione, più restrittiva, definisce la sociologia come lo studio scientifico delle società. Altre definizioni storiche includono quella di Auguste Comte che la definisce uno strumento di azione sociale, quella di Émile Durkheim, cioè la scienza dei fatti e dei rapporti sociali, infine quella di Max Weber, scienza che punta alla comprensione motivazionale dell'azione sociale (individualismo metodologico).

## Storia

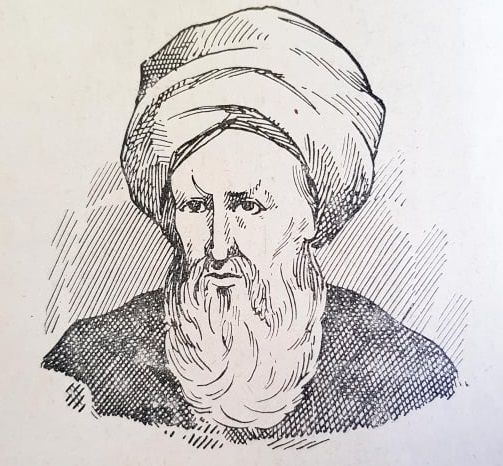
Ibn Khaldun, considerato uno dei precursori della sociologia

La sociologia è una scienza relativamente nuova rispetto ad altre scienze sociali, comprese economia, scienza della politica, psicologia. Alcuni considerano Ibn Khaldun (1332-1406) il precursore della sociologia, poiché nel suo Muqaddimah (poi tradotto come Prolegomeni in latino), l'introduzione di sette volumi di analisi della storia universale, è stato forse il primo ad avanzare ragionamenti di filosofia sociale e scienze sociali nella formulazione di teorie sulla coesione e sul conflitto sociale.

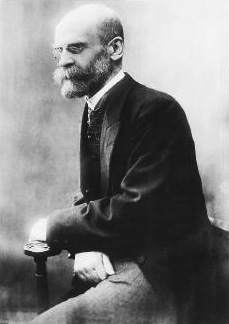
Émile Durkheim, considerato il padre della sociologia moderna

Il termine "sociologia" fu però coniato da Auguste Comte, che lo utilizza per la prima volta nella lezione n. 47 del suo Corso di filosofia positiva (1830-1842), che sperava di unificare tutti gli studi sull'uomo, includendo storia, psicologia ed economia. Il suo schema sociologico era tipico del XVIII secolo: egli credeva che l'esistenza umana passasse sempre attraverso le stesse distinte tappe storiche e che, comprendendone la progressione, si potessero individuare i rimedi per i problemi della società. Tuttavia, la sociologia ha le sue origini nella filosofia politica e sociale di Platone e Aristotele, fino a Hobbes, Machiavelli, Giambattista Vico, Rousseau, Hegel, Tocqueville ed Emerson.
Montesquieu (1689-1756) fu uno dei maggiori precursori, per l'indagine delle condizioni sociali e delle leggi e dei costumi inerenti modelli sociali differenti: dei francesi rispetto ai persiani, nel suo tempo (vedine il romanzo "Lettere Persiane"). Né lui né Rousseau (1712-1778) si presentarono come sociologi, tuttavia anticiparono ulteriori analisi sociali riguardanti temi che i sociologi contemporanei stimano importanti; ad esempio quelli della disuguaglianza, della stratificazione e della proprietà privata.
Turgot (1727-1781), adottò, nell'analisi dei fatti, il metodo cosiddetto positivo, ove è esclusa la possibilità di una causa sovrannaturale.
Di grande importanza per il successivo sviluppo della sociologia, gli apporti dell'economista Adam Smith (1723-1790): analisi della divisione del lavoro, studi sulla proprietà privata, idea dei benefici sociali dati dalla concorrenza mercantile.
Adam Ferguson (1723-1816) fu uno dei primi ricercatori ad evidenziare, invece, i lati negativi indotti dalle attività ripetitive, mentre John Millar (1735-1801) anticipò alcuni punti fermi dell'analisi marxista sul rapporto tra attività produttive e idee.
Simonde De Sismondi (1773-1842), economista ginevrino legato al circolo intellettuale di Madame de Stael, intuì prima ancora di Marx le antitesi dello sviluppo capitalistico.

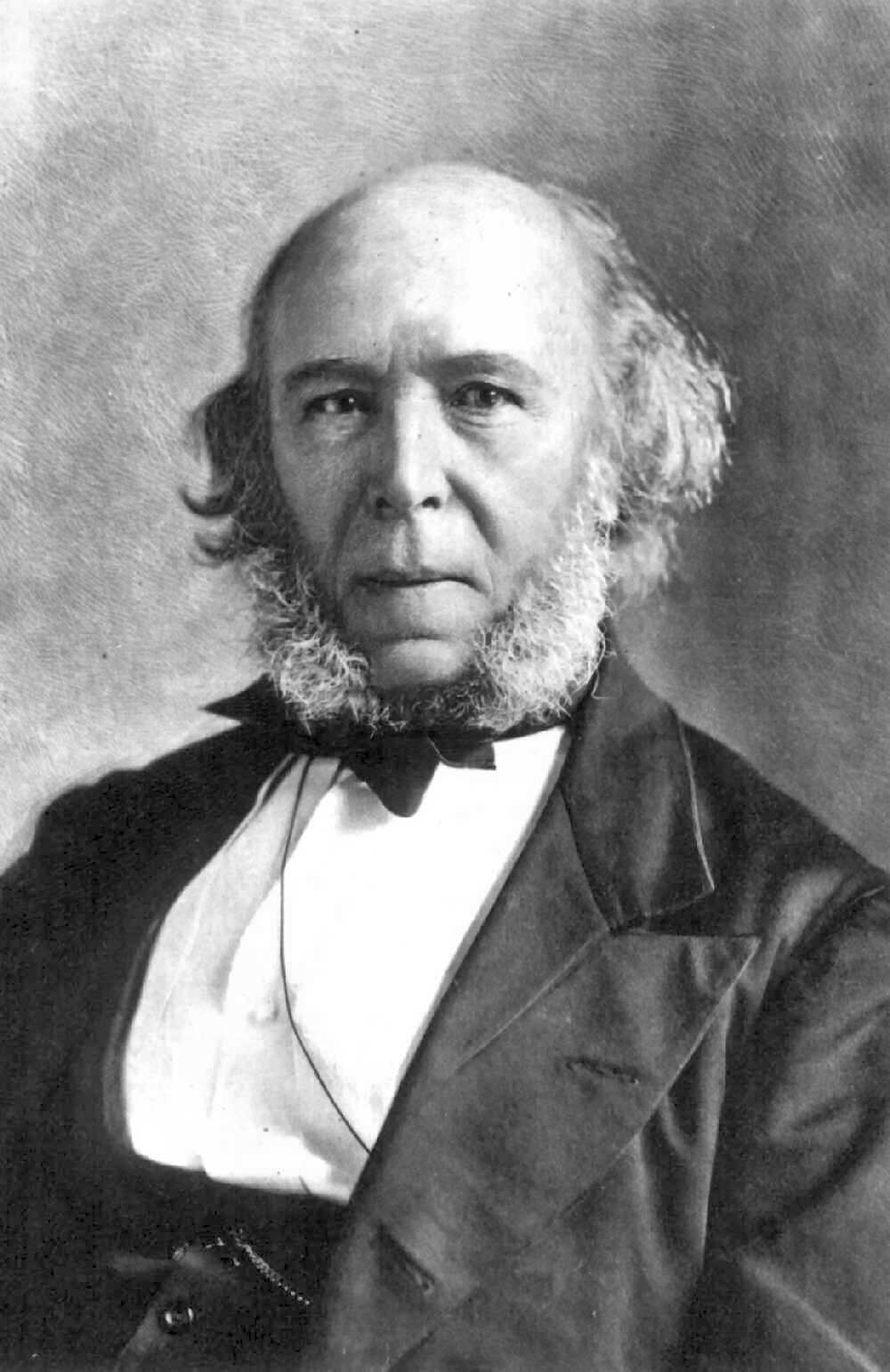
Herbert Spencer

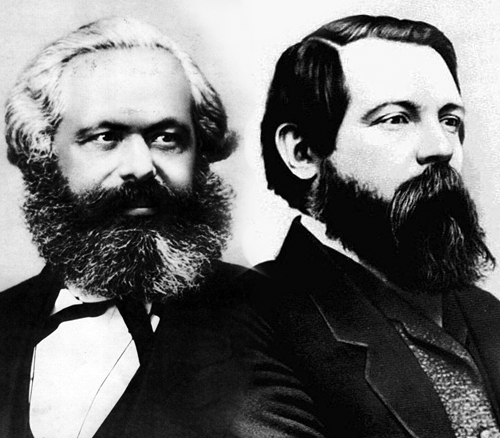
Karl Marx e Friedrich Engels

Durante il XIX secolo, grazie a Herbert Spencer, che su questo punto sviluppa Comte, prende campo il nuovo concetto di società organica, fatta a somiglianza del corpo umano. Molti sociologi affrontano la questione della lotta di classe. Da una parte vi sono i fautori dei ceti dominanti (alto borghese o aristocratico), come Spencer e Vilfredo Pareto, fino a derive estreme come quelle di Francis Galton, promotore dell'eugenetica, che si oppongono decisamente all'assistenza statale verso i poveri. Dall'altra si sviluppa la tendenza social-comunista, favorevole al proletariato. In Germania spiccano Marx e Friedrich Engels, in Francia Georges Sorel. In contemporanea emergono anche soluzioni volte al superamento della lotta di classe: nel pensiero liberal-democratico di Stuart Mill e, in altra forma, tra fine Ottocento e il nuovo Secolo, nelle riflessioni di Durkheim.
Verso la fine dell'Ottocento e per tutta la prima metà del Novecento si sviluppa la riflessione sulla alienazione e sull'impoverimento dei rapporti sociali e sulla perdita di identità, grazie al contributo di Tönnies, della Scuola di Francoforte e di sociologi statunitensi. Assieme alle ulteriori tendenze dell'interazionismo, sviluppato in opere di autori costruzionisti in prevalenza statunitensi ma pure da Karl Popper ("L'Io e il suo cervello"), è stata la sociobiologia (vedi in particolare Wilson), che si è affermata tra le ultimissime correnti sociologiche di fine XX secolo.
In realtà, la sociologia non ha superato le altre scienze sociali, divenendo una di queste, coi suoi propri oggetti, argomenti e metodi. Oggi, la sociologia studia le organizzazioni umane e le istituzioni, utilizzando largamente il metodo comparativo. La disciplina si è applicata in particolare alle società industriali complesse. In Italia, benché fossero presenti in varie università importanti sociologi, la prima facoltà di Sociologia venne aperta soltanto nel 1962 all'Università di Trento. La vivacità culturale data dall'incontro di studenti giuntivi da tutto il paese portò l'Università di Trento ad essere uno dei centri della contestazione studentesca del 1968 oltre che del movimento femminista italiano. Alla cattedra di Istituzioni sedeva Francesco Alberoni, che in quell'Ateneo sviluppò la sua teoria, poi variamente espressa, come stato nascente.
L'evoluzione della Facoltà di Sociologia di Trento è anche emblematica del ruolo che il sociologo ha occupato nell'immaginario collettivo italiano degli anni Sessanta e Settanta. In quel periodo si riteneva la Sociologia, piuttosto che uno strumento di interpretazione scientifica della società, un avviamento all'azione di cambiamento della società stessa.
In grado di unire all'osservazione puntuale dei nuovi fenomeni sociali una vocazione critica e trasformatrice della società stessa, Trento fu territorio fertile per studenti impegnati, già allora o di poi, a Sinistra; per il successo di ogni sorta di intellettuali visionari.
Nel maggio del 1965 gli studenti di quello che si chiamava ancora Istituto superiore di scienze sociali, occuparono per la prima volta la facoltà per protestare contro il progetto di trasformare l'Istituto in una facoltà di Scienze politiche autorizzata a rilasciare una laurea ad indirizzo sociologico. In quegli anni, chi era appositamente venuto a Trento per studiare sociologia, voleva infatti ottenere una laurea in sociologia senza ulteriori caratterizzazioni che ne limitassero la peculiarità.

## Descrizione
(Ralph Waldo Emerson, Fiducia in sé stessi)

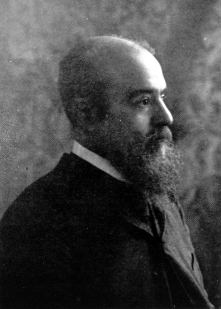
Vilfredo Pareto

La sociologia è una scienza emersa nel XIX secolo come risposta accademica ai cambiamenti della modernità: quanto più il mondo diventava piccolo ed integrato, tanto più l'esperienza delle persone del mondo diveniva parcellizzata e dispersiva. I sociologi speravano non solo di capire che cosa unisse i gruppi sociali, ma anche di sviluppare un "antidoto" alla disgregazione sociale.
I temi principali dell'epoca, definiti quelli della sociologia classica includono la ricerca su aspetti macrostrutturali, come sistema sociale, funzione, classe sociale, genere e le norme sociali. Lo studio delle istituzioni diventa anch'esso tema fondamentale, soprattutto quello della famiglia e della scuola, per poi passare ai problemi della società stessa, come la devianza, il crimine (poi articolatasi in criminologia), l'immigrazione, il divorzio, l'integrazione sociale, e l'ordine e la legge, studiando parallelamente le interazioni personali piuttosto che esclusivamente fenomeni su larga scala.
La sociologia moderna, anche dopo lo sviluppo della metodologia della ricerca sociale, del metodo quantitativo e metodo qualitativo, si è interessata dei diversi aspetti della vita quotidiana, soprattutto delle istituzioni, e di come essi riescano ad influenzare la nostra società. Per questo motivo sono nate diverse sottodiscipline autonome, come sociologia del lavoro, sociologia dell'arte e della cultura o sociologia dello sport, che ne studiano l'influenza verso l'individuo.

### Metodologia

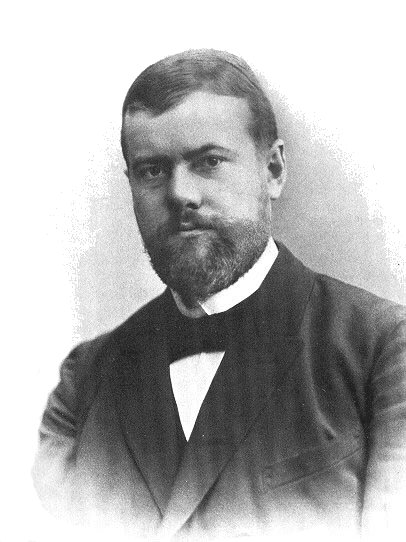
Max Weber

Spesso i sociologi la utilizzano nella ricerca sociale per descrivere le relazioni sociali mediante modelli e sviluppare schemi interpretativi che possano aiutare a prevedere i cambiamenti sociali e le risposte ad essi. Altre branche della sociologia ritengono che i metodi qualitativi, come interviste tematiche, gruppi di discussione e metodi etnografici, permettano una migliore comprensione dei processi sociali.
La sociologia è essenzialmente una scienza applicata, anche se la sua vicinanza con la filosofia mantiene al suo interno un vasto dibattito teorico simile a quello specifico delle scienze filosofiche. Sotto questo aspetto possiamo dividere la sociologia in due parti, naturalmente e fortemente interconnesse: una parte formata soprattutto di grandi teorie che hanno lo scopo di creare modelli macro di spiegazione della società, modelli eminentemente teorici che nascono però come grandi sintesi teoriche di osservazioni della realtà sociale; un'altra parte costituita da studi maggiormente focalizzati su fenomeni sociali circoscritti per tempo e luogo.
Questa seconda parte rappresenta la porzione applicativa della sociologia, quella che maggiormente l'avvicina alle scienze naturali ma soprattutto quella che ha prodotto, necessitando però di una "cassetta degli attrezzi" che le permetta di osservare e rilevare la realtà dei fenomeni che intende studiare. È in questo ambito che si sviluppa, come metalinguaggio, la metodologia, che, in questa accezione, più che delle scienze sociali in genere possiamo chiamare della ricerca sociale. La sociologia come scienza ha come oggetto fenomeni osservabili, ed ha quindi necessità di un metodo che sostenga l'osservazione del reale da parte dello scienziato, e di strumenti che gli permettano questa osservazione.
Il metodo, pur con importanti distinguo (si veda, ad esempio, la tematica della specificità del metodo delle scienze storico-sociali in Max Weber) ricalca quello delle scienze naturali, con l'importante questione dell'appartenenza dello scienziato allo stesso oggetto da lui studiato (la società), le tecniche, molteplici ed in continua evoluzione, si evolvono allo scopo di rendere osservabili, rilevabili e misurabili i fenomeni sociali oggetto dello sguardo del sociologo. Brevemente, in questa tensione verso l'osservazione peculiare della sociologia, le informazioni che vengono rilevate dagli strumenti sono sempre il frutto di una relazione sociale tra l'osservatore e l'osservato, il che rende particolarmente difficile ed insidiosa l'attività di osservazione e la validità dello strumento, poiché non soltanto le caratteristiche dello strumento in sé ma anche il contesto in cui avviene l'osservazione possono influire sulla "robustezza" informativa e sulla aderenza alla realtà di quanto viene rilevato e registrato, e infine utilizzato per cercare di descrivere e comprendere il fenomeno osservato.
Sotto questo aspetto le tecniche di osservazione si possono dividere in due grandi famiglie: 
1. quelle che producono matrici di dati, che possono a loro volta essere analizzate con tecniche statistiche e che, alla fine, producono numeri, tabelle e grafici;
2. quelle che producono racconti e testi, che possono essere analizzati non con mezzi statistici (anche se vi sono molteplici tentativi in questo versante) ma con mezzi ermeneutici come l'analisi del testo e del contenuto.

L'esempio emblematico degli strumenti del primo tipo è il questionario, usato nei sondaggi e nei censimenti, esempi paradigmatici degli strumenti del secondo tipo sono il colloquio, il racconto biografico e l'osservazione.

### Modelli teorici
- Funzionalismo
- Individualismo metodologico
- Interazionismo simbolico
- Sociologia relazionale
- Strutturalismo
- Teorie dell'agire sociale
- Teoria dell'agire comunicativo
- Teorie dialettiche
- Teorie della scelta razionale
- Teorie sistemiche
- Prospettiva drammaturgica

### Esempi di parole chiave
- Ambiente
- Anomia
- Azione sociale
- Classe sociale
- Comunicazione
- Comunità
- Cultura
- Devianza
- Generazione
- Genere
- Identità
- Istituzione
- Mobilità sociale
- Morfologia sociale
- Movimento
- Mutamento sociale
- Privazione
- Relazione sociale
- Rituale
- Ruolo
- Secolarizzazione
- Socializzazione
- Stile di vita
- Turismo

## I paradigmi sociologici
La sociologia non è una scienza unitaria, e molti esperti spesso non sono d'accordo sui presupposti dai quali far partire la propria analisi sociale, giungendo a conclusioni anche fortemente discordanti. Thomas Kuhn, storico e filosofo statunitense, decise di chiamare "paradigmi scientifici" quegli assunti di base di natura teorica e metalogica sulla quale una comunità di scienziati sviluppa un consenso. Nella sociologia questo portò alla creazione di quattro distinti paradigmi, sulla base dei quali vennero classificate tutte le successive teorie e modelli sociali. I paradigmi sono quattro, e sono il paradigma dell'ordine, del conflitto, della struttura e dell'azione.

### Il paradigma dell'ordine
Questo paradigma nacque dagli sconvolgimenti di natura rivoluzionaria che attraversarono il XVIII secolo. Venute meno la sacralità di alcune istituzioni che tenevano insieme la società, come le convinzioni religiose o le dottrine di diritto naturale, ci si chiese dove dovesse essere ricercato il fondamento dell'ordine sociale. La soluzione fu di cercarlo all'interno della società, e non al suo esterno. Thomas Hobbes ad esempio risolse il problema mediante il patto di soggezione stipulato dagli uomini per sottoporsi all'autorità coercitiva di uno stato, e quindi individuando il collante societario nello Stato, mentre per Adam Smith tale ruolo era svolto dal mercato.
In sostanza, iniziò a circolare l'idea che il processo di unione societaria operi all'interno dell'organismo sociale. I modelli organicisti della società furono la prima reale soluzione alla ricerca del collante societario interno alla società. Secondo tali modelli la società è come un organismo le cui parti sono connesse da relazioni di interdipendenza. L'equilibrio della società non è statico, ma dinamico, cioè continuamente in evoluzione, dalle forme più semplici a quelle più complesse, da quelle più omogenee a quelle più eterogenee.
Capisaldi di questa concezione della società furono Herbert Spencer, e Georg Simmel, e sempre più importante divenne il tema della divisione del lavoro. Per Georg Simmel l’ordine nasce dall'interno della società. La divisione del lavoro produce differenziazione sociale ed accentua il processo di individualizzazione e accresce il bisogno di entrare in interazione (diretta o indiretta) con gli altri per soddisfare le proprie esigenze. Quindi nelle condizioni della modernità, l'ordine sociale non è qualcosa di imposto dall'esterno, ma qualcosa che cresce spontaneamente dall'interno. La società è possibile perché non si può fare a meno di quella rete di interdipendenza che lega insieme individui sempre più diversi gli uni dagli altri.
Ulteriori passo in avanti furono compiuti da Émile Durkheim e da Ferdinand Tönnies. Entrambi vedevano nel problema dell'ordine la questione centrale della sociologia. Il primo riteneva che in quelle società dove c’è scarsa divisione del lavoro, con unità poco differenziate, ciò che unisce gli individui è un vincolo di solidarietà, di natura sacrale o religiosa. Nella società moderna quindi la solidarietà organica degli individui è alla base della coesione sociale. Il secondo che le unità organiche sono quelle rappresentate da vincoli di sangue, di luogo, di spirito, dove gli individui si sentono uniti in modo permanente, perché si considerano simili gli uni con gli altri. La società quindi continua ad essere ritenuta una costruzione artificiale dove individui separati perseguono solo il proprio interesse; essa entra in gioco soltanto come garante del fatto che tutti gli appartenenti alla società rispetteranno gli obblighi contratti. Nulla viene fatto senza aspettarsi una contropartita, sia nei rapporti personali che in quelli istituzionali.

### Il paradigma del conflitto
Il paradigma dell'ordine riesce a descrivere il mutamento sociale, ma non si spiega da cosa nasca. A questa domanda risposero tutti i sociologi che aderirono all'idea che il conflitto fosse alla base della società. I teorici del conflitto considerano l'immagine funzionalista di un consenso generale sui valori come una pura finzione: ciò che accade in realtà - secondo loro - è che chi ha il potere costringe il resto della popolazione all'acquiescenza e alla conformità. In altre parole l'ordine sociale viene mantenuto non con il consenso popolare, ma con la forza o con la minaccia dell'uso della forza. I teorici del conflitto non pensano che il conflitto sia una forza necessariamente distruttiva: può avere spesso dei risultati positivi, in quanto può portare a cambiamenti sociali che altrimenti non si sarebbero realizzati. I cambiamenti sociali impediscono che la società ristagni.
I più importanti pensatori inscrivibili in questo paradigma furono Karl Marx e Max Weber. I rapporti sociali nella società sono basati su quelli che si instaurano fra diverse classi sociali. Nel pensiero di Marx, i rapporti principali sono quelli instaurati nella sfera economica della produzione e distribuzione di beni e servizi, e quindi nella struttura di classe della società. Qualsiasi altra idea, come quelle religiose, culturali, politiche e filosofiche sono sovrastrutture. Il conflitto di classe quindi viene identificato come motore della storia. L'altro grande impianto teorico che pone il conflitto al centro dell'analisi sociale è quello weberiano. La classi non sono l'unica struttura intorno alla quale si creano interessi in conflitto fra loro, e la lotta di classe non è l'unico conflitto presente. La sfera economica è solo una dei tanti ambiti in cui si manifesta il conflitto, tuttavia, esso non è una condizione patologica della società, ma la sua condizione normale. Il conflitto non conduce alla disgregazione della società, ma alla creazione di strutture istituzionali, i cosiddetti "ordinamenti sociali", i quali esprimono rapporti di forza provvisori.

### Il paradigma della struttura
Secondo tale paradigma, ogni uomo nasce in un mondo preformato, assume valori, credenze, stili di vita della società in cui viene a crescere; la struttura sociale sarà il reticolo all'interno del quale egli si muoverà - non senza essere libero - ma con una libertà confinata nei limiti consentiti dalla stessa struttura sociale. Per spiegare i comportamenti umani bisogna ricondurli alle coordinate sociali nelle quali si manifestano. L'intera esistenza quindi sarà un percorso largamente prevedibile.
Karl Marx ad esempio, è inscrivibile in questo paradigma, poiché teorizza che i comportamenti degli individui sono definiti dalla loro posizione rispetto alla struttura del sistema di produzione. La posizione che occupano i datori di lavoro e i proletari nella struttura sociale impone ai primi di fare tutto il possibile per accrescere i profitti, e ai secondi di vendere la propria forza lavoro per garantire la propria sopravvivenza. Anche Durkheim teorizza che la società viene prima degli individui, e che i fatti sociali possono essere spiegati solo da altri fatti sociali. La sua opera più famosa, "Il suicidio", dimostra proprio che anche l'atto umano più individuale, il suicidio, è in realtà influenzato da cause sociali.
Il paradigma si è poi evoluto nelle teorie funzionaliste. Queste teorie riflettono una concezione olistica del sociale, in quanto concepiscono la società come l'unità prioritaria di analisi e gli individui veicoli attraverso i quali la società si esprime. In pratica è la società che spiega gli individui e non viceversa.

### Il paradigma dell'azione
Questo paradigma nasce formalmente con l'individualismo metodologico di Max Weber. Secondo tale paradigma, i fenomeni sociali vanno spiegati comprendendo il significato che gli attori individuali attribuiscono ai propri atteggiamenti, credenze e comportamenti. Le ragioni degli individui sono perciò fondamentali per la comprensione delle azioni individuali.
L'individuo è al centro del paradigma dell'azione. Rispetto al paradigma della struttura, questi è ritenuto un attore dotato della capacità di scegliere e attribuire un significato alle azioni che compie. In quanto attore dotato della capacità umana di agire, l'individuo non è agito da fattori strutturali, esterni e incontrollabili. Ci sono vincoli e condizionamenti contestuali, ma non sono assoluti, perché non annullano la capacità di agire con un senso degli individui.

## Sociologi
Tra i sociologi o pensatori più rilevanti nella storia della sociologia si includono (in ordine alfabetico):
- Theodor W. Adorno
- Francesco Alberoni
- Raymond Aron
- Etienne Balazs
- Roger Bastide
- Jean Baudrillard
- Zygmunt Bauman
- Ulrich Beck
- Daniel Bell
- Robert Bellah
- Gustave Belot
- Peter Ludwig Berger
- Luther L. Bernard
- Herbert Blumer
- Louis de Bonald
- Raymond Boudon
- Pierre Bourdieu
- Ernest Burgess
- James Burnham
- Manuel Castells
- Sergei Chakhotin
- Randall Collins
- Auguste Comte
- Charles Horton Cooley
- Ralf Dahrendorf
- Pierpaolo Donati
- Émile Durkheim
- Norbert Elias
- Jacques Ellul
- Jon Elster
- Friedrich Engels
- Adam Ferguson
- Franco Ferrarotti
- Enrico Ferri
- Guglielmo Ferrero
- Michel Foucault
- Gilberto Freyre
- Erich Fromm
- Luciano Gallino
- Francis Galton
- Harold Garfinkel
- Gino Germani
- Arnold Gehlen
- Anthony Giddens
- Erving Goffman
- Lucien Goldmann
- Ludwig Gumplovicz
- Georges Gurvitch
- Jürgen Habermas
- Sergio Buarque de Holanda
- Max Horkheimer
- Ivan Illich
- ibn Khaldun
- Paul F. Lazarsfeld
- Gustave Le Bon
- Lucien Lévy-Bruhl
- Pierre Guillaume Frédéric Le Play
- Joseph Lopreato
- Thomas Luckmann
- Niklas Luhmann
- Helen Lynd
- Bronisław Malinowski
- Thomas Robert Malthus
- Karl Mannheim
- Herbert Marcuse
- Thomas Marshall
- Karl Marx
- Marcel Mauss
- Elton Mayo
- William McDougall
- Roderick McKenzie
- Marshall McLuhan
- George Herbert Mead
- Albert Meister
- Alberto Melucci
- Robert K. Merton
- Robert Michels
- Edgar Morin
- Charles Wright Mills
- Wilbert Moore
- Radhakamal Mukerjee
- Lewis Mumford
- José Ortega y Gasset
- Vance Packard
- Vilfredo Pareto
- Talcott Parsons
- Robert Park
- Luciano Pellicani
- Philippe Pelletier
- Camillo Pellizzi
- Alessandro Pizzorno
- Karl Polanyi
- Pierre Joseph Proudhon
- Adolphe Quetelet
- Stein Rokkan
- Edward Alsworth Ross
- Henri de Saint-Simon
- Alfred Schütz
- Scipio Sighele
- Georg Simmel
- Werner Sombart
- Georges Sorel
- Pitirim Aleksandrovič Sorokin
- Herbert Spencer
- John Stuart Mill
- Henry Sumner Maine
- Gabriel Tarde
- Hippolyte Taine
- Augustin Thierry
- Alexis de Tocqueville
- Ferdinand Tönnies
- William Thomas
- Alain Touraine
- Thorstein Veblen
- Giambattista Vico
- Max Weber
- Leopold von Wiese
- Louis Wirth
- Karl August Wittfogel
- Kurt Heinrich Wolff
- Charles Wright Mills
- Wilhelm Wundt
- Bat Ye'or
- Florian Znaniecki